# Чарлтън (окръг, Джорджия)
Окръг Чарлтън (на английски: Charlton County) е окръг в щата Джорджия, Съединени американски щати. Площта му е 2028 km², а населението - 10 882 души. Административен център е град Фолкстън.